# Rollkontrolle
Die Rollkontrolle (engl. ground) ist eine Flugsicherungsstelle im Tower, die Flugzeuge und andere bewegliche Objekte koordiniert, welche sich auf dem Rollfeld befinden. Auf den  Vorfeldflächen an deutschen Flugplätzen wird diese Aufgabe entweder von der Rollkontrolle des jeweiligen Flugsicherungsanbieters, oder von der Vorfeldkontrolle (engl. Apron Control) des jeweiligen Flughafenbetreibers wahrgenommen.
Die Rollkontrolle ist dafür verantwortlich, dass Luftfahrzeuge und andere bewegliche Objekte auf dem Rollfeld nicht zusammenstoßen. Sie genehmigt unter anderem das Anlassen der Triebwerke (start-up), erteilt den Flugzeugführern Rollanweisungen und führt sie über die Rollwege in Richtung ihrer Start- bzw. Parkpositionen. Das 'start-up' kann aber je nach Flugplatz auch von Flight Data erteilt werden. Ebenso kann die Rollkontrolle auch nur für die Rollwege zuständig sein, die sich zwischen der Start- und Landebahn und den Vorfeldern befinden (z. B. am Flughafen München).
Als technische Hilfsmittel stehen u. a. Bodenradar (A-SMGCS) und Befeuerungseinrichtungen zur Verfügung.